# 波西克區
6°00′55″S 77°10′02″W / 6.0153°S 77.1671°W
波西克區（西班牙語：Distrito de Posic），是秘魯的一個區，位於該國中北部聖馬丁大區的里奧哈省，始建於1935年12月9日，面積54.7平方公里，海拔高度820米，2005年人口1,394，人口密度每平方公里26人。